# Lilium lancifolium
La flor del lazo atigrada (Lilium lancifolium) es una especie de planta de flores de la familia Liliaceae nativa de China, Japón, Corea y el extremo oriente ruso.

## Taxonomía
Lilium lancifolium fue descrita por Carl Peter Thunberg y publicado en Transactions of the Linnean Society of London 2: 333. 1794.

## Sinónimos
- ''Lilium lancifolium'' var. ''flaviflorum'' Makino
- ''Lilium lancifolium'' var. ''fortunei'' (Standish) V.A.Matthews
- ''Lilium lancifolium'' var. ''splendens'' (Van Houtte) V.A.Matthews
- Lilium leopoldii Baker
- Lilium lishmannii T.Moore
- Lilium tigrinum Ker Gawl.
- Lilium tigrinum var. fortunei Standish
- Lilium tigrinum var. plenescens Waugh
- Lilium tigrinum var. splendens Van Houtte[3]